# Hednervmossa
Hednervmossa (Campylopus flexuosus) är en bladmossart som beskrevs av Bridel 1819 [1818. Hednervmossa ingår i släktet nervmossor, och familjen Dicranaceae. Arten är reproducerande i Sverige. Inga underarter finns listade i Catalogue of Life.